# Милан Милошевић (глумац)
Милан Милошевић (Београд, 4. новембар 1934 — Београд, 16. септембар 1970) је био југословенски и српски глумац.

## Улоге
| Год.     | Назив                   | Улога        |
| -------- | ----------------------- | ------------ |
| 1950.-те |                         |              |
| 1955.    | Крвави пут              | Јанко        |
| 1957.    | Кад дође љубав          |              |
| 1957.    | Наши се путеви разилазе | Горан Корен  |
| 1959.    | Влак без возног реда    | млади Периша |
| 1960.-те |                         |              |
| 1960.    | Партизанске приче       | Мирко        |
| 1960.    | Кота 905                | Бошко        |
| 1962.    | Козара                  | Ивица        |
| 1965.    | Отац (ТВ)               |              |
| 1967.    | Ни црно ни бело         | Шуменко      |
| 1967.    | Дим                     | Георг Андерс |